# Trelawny League
Trelawny League (TL), kallad Whirlwind Sports Trelawny League eller bara Whirlwind Sports League av sponsorskäl, är en fotbollsliga i England, grundad 2011. Ligan består av klubbar från västra Cornwall.
Ligan bildades genom en sammanslagning av Falmouth & Helston Football League och Mining Football League. Den förstnämnda ligan firade 50-årsjubileum under dess sista säsong.
Ligan har sedan 2019 fyra divisioner, Premiership, Championship, Division One och Division Two, varav toppdivisionen Premiership ligger på nivå 13 i det engelska ligasystemet. När ligan startade hade den sju divisioner, men antalet har successivt sjunkit. Ligan har också sex egna cuper.
Två klubbar i Premiership kan flyttas upp till Cornwall Combination League (nivå 12). Inom Trelawny League flyttas två klubbar upp och ned mellan varje division.

## Mästare

### 2011–2012
| Säsong  | Premier Division    | Division One | Division Two                | Division Three                   | Division Four             | Division Five            | Division Six |
| ------- | ------------------- | ------------ | --------------------------- | -------------------------------- | ------------------------- | ------------------------ | ------------ |
| 2011/12 | Goonhavern Athletic | Constantine  | Helston Athletics reservlag | Falmouth Athletic DC:s reservlag | Wendron Uniteds tredjelag | West Cornwalls reservlag | Four Lanes   |

### 2012–2016
| Säsong  | Premier Division            | Division One                | Division Two               | Division Three        | Division Four    | Division Five            |
| ------- | --------------------------- | --------------------------- | -------------------------- | --------------------- | ---------------- | ------------------------ |
| 2012/13 | Illogan RBL:s reservlag     | Helston Athletics reservlag | Titans                     | St Buryans reservlag  | Hayles tredjelag | Marazion Blues reservlag |
| 2013/14 | Illogan RBL:s reservlag (2) | West Cornwall               | Hayles reservlag           | Chacewaters reservlag | Camborne Park    | Falmouth Towns tredjelag |
| 2014/15 | Carharrack                  | Lizard Argyle               | Penryn Athletics tredjelag | Camborne Park         | Mabe             | Newlyn Lions             |
| 2015/16 | Lizard Argyle               | Penryn Athletics tredjelag  | Marazion Blues             | Penwith Exiles        | Probus           | New Inn Titans           |

### 2016–2019
| Säsong  | Premier Division         | Division One                | Division Two   | Division Three                 | Division Four             |
| ------- | ------------------------ | --------------------------- | -------------- | ------------------------------ | ------------------------- |
| 2016/17 | Camborne School of Mines | Helston Athletics tredjelag | Penwith Exiles | Probus                         | New Inn Titans            |
| 2017/18 | Mawnan                   | Mouseholes reservlag        | Newlyn Lions   | Frogpool & Cusgarnes reservlag | Praze-an-Beeble           |
| 2018/19 | Penwith Exiles           | Threemilestone              | Ruan Minor     | Praze                          | Threemilestones reservlag |

### 2019–
| Säsong  | Premiership | Championship | Division One | Division Two |
| ------- | ----------- | ------------ | ------------ | ------------ |
| 2019/20 |             |              |              |              |